# Direction impériale des chemins de fer d'Hanovre
La Direction impériale des chemins de fer d'Hanovre est un district administratif de la Deutsche Reichsbahn, qui couvre la région du Grand Hanovre.

## Territoire
Le territoire de la direction impériale des chemins de fer d'Hanovre s'étend sur la plaine d'Allemagne du Nord sur de grandes parties de la province prussienne de Hanovre, de l'État de Brunswick et du nord de la province prussienne de Saxe. Au nord-ouest, la zone s'étend jusqu'à l'embouchure de la Weser ; au sud-ouest presque jusqu'à Hamm dans la province prussienne de Westphalie.

## Lignes
Les lignes importantes au sein de la direction sont :
- la partie est de la ligne Cologne-Minden (Hamm) – Löhne – Minden (Hanovre-Minden) et ses prolongements vers
- Wunstorf – Hanovre – Lehrte – Brunswick – Magdebourg ou Lehrte – Stendal – (Berlin) (Ligne de Berlin à Lehrte)
- la ligne Wunstorf – Nienburg/Weser – Verden – Brême (Brême-Hanovre) et sa continuation jusqu'à Wesermünde (Bremerhaven) (Brême-Bremerhaven (de))
- la ligne d'Amérique (de) (Brême) – Uelzen – Salzwedel – Stendal
- la ligne (Hambourg) – Uelzen – Celle – Lehrte / Hanovre (Lehrte-Hambourg-Harbourg et Hanovre-Celle (de)) – Laatzen / Hildesheim – Nordstemmen – (Göttingen) (Ligne du sud du Hanovre (de) et Lehrte-Nordstemmen (de))
- Lignes du nord du Harz entre Hildesheim ou (Seesen) et Magdebourg ou Halberstadt
- Ligne Main-Weser (de) (1880–1895)[2]

## Histoire

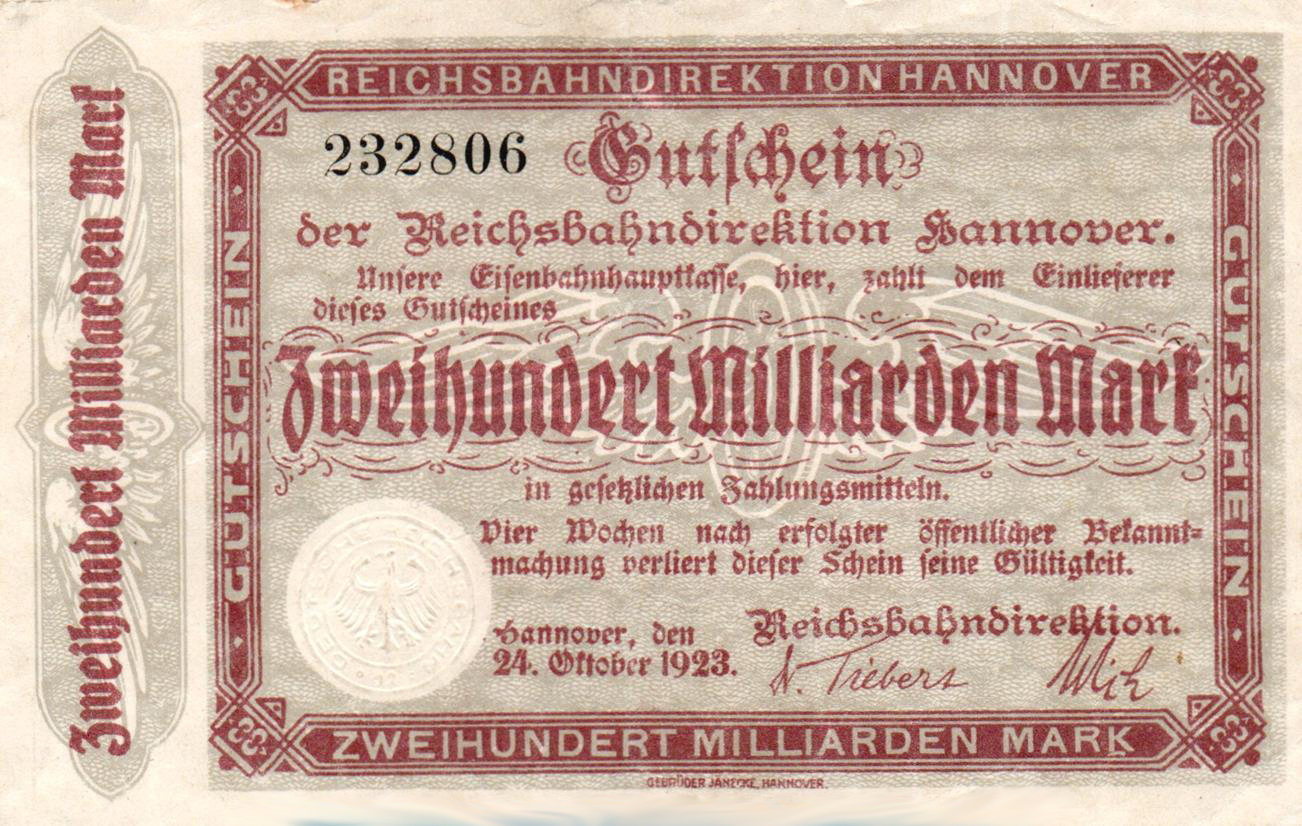
Argent d'urgence de la Reichsbahndirektion de 1923 d'une valeur de 200 milliards de marks avec les signatures fac-similées de Georg Tiebert (senior) et Walter Wick

Le 11 mars 1843, le royaume de Hanovre établit la Direction royale des chemins de fer dans la capitale royale de Hanovre comme administration centrale des chemins de fer royaux de l'État de Hanovre, qui devient peu après la Direction générale royale des chemins de fer et des télégraphes de Hanovre. Après l'annexion du royaume de Hanovre par le royaume de Prusse en 1866, la direction des chemins de fer est rebaptisée Direction royale des chemins de fer de Hanovre et devient une partie des chemins de fer de l'État prussien. En 1879, elle devient l'une des 11 directions ferroviaires des chemins de fer prussiens, qui sont réorganisées dans le cadre de la vague de nationalisation
En 1920, elles sont intégrées à la Deutsche Reichsbahn, qui introduit le nom uniforme direction de la Reichsbahn (RBD) pour ses directions ferroviaires le 6 juillet 1922. Après la fin de la guerre en 1945, la RBD Hanovre est subordonné à la Direction générale des chemins de fer du Reich (RBGD) de la zone britannique dont le siège est à Bielefeld. Après la fondation de la Deutsche Bundesbahn en 1949, les anciennes directions de la Reichsbahn deviennent des directions fédérales des chemins de fer. La direction s'appelle désormais « Direction fédérale des chemins de fer de Hanovre ». Dans le cadre de la réforme administrative, la Direction fédérale des chemins de fer de Münster (de) est dissoute en 1974 et une partie de son domaine de compétence est attribuée à la Direction fédérale des chemins de fer de Hanovre. Avec la fondation de la Deutsche Bahn AG en 1994, les directions fédérales des chemins de fer sont supprimées et leurs tâches sont transférées aux nouvelles unités commerciales.

## Bâtiment administratif Joachimstraße 8

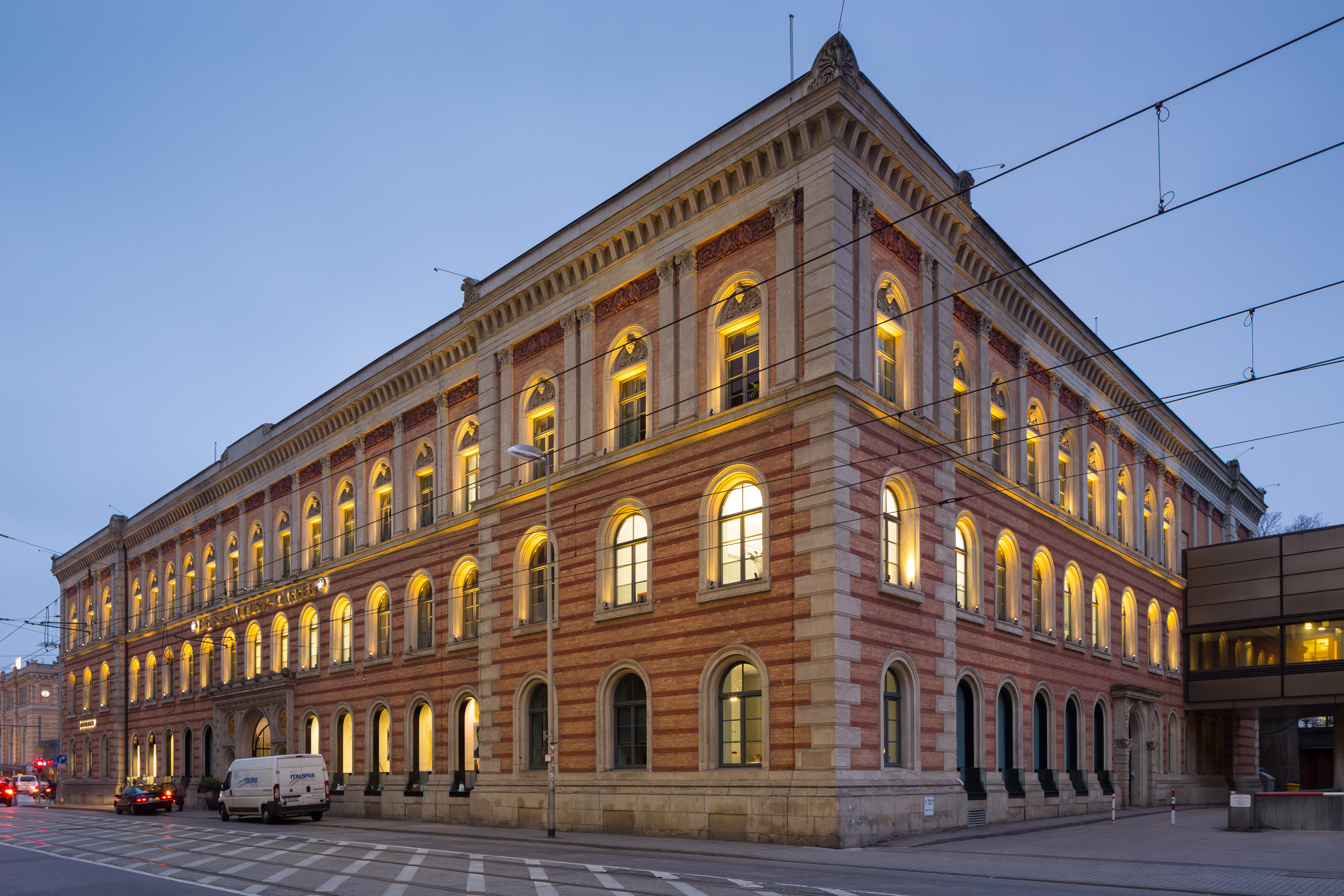
Bâtiment administratif Joachimstraße 8

La Direction royale des chemins de fer de Hanovre utilise le bâtiment administratif de la Joachimstraße 8, construit entre 1870 et 1872. L'architecte berlinois Friedrich Hitzig conçoit le bâtiment de trois étages avec quatre ailes. Il revêt la façade de briques jaunes, accentuées par des bandes rouges. Les coins de la maison sont conçus comme des risalits, qui dépassent légèrement de la ligne du bâtiment. L'étage supérieur reçoit une corniche périphérique à pilastres, basée sur des modèles de l'Antiquité. Au-dessus se trouve une corniche de toit largement en saillie, décorée de sculptures nues en grès. L'aile le long de la Joachimstraße est reconstruite comme copie en 1970
Le bâtiment classé est entièrement rénové de 2001 à 2003 et en 2010 et abrite aujourd'hui des commerces de détail et de restauration au rez-de-chaussée sous le nom de « Carrée Ernest-Auguste (de) », tandis que la Deutsche Bahn AG est le locataire principal des étages supérieurs.

## Présidents
- 1843–1866 : Friedrich Georg Hartmann (de)
- 1867–1874 : Albert Maybach
- 1874–1887 : Siegmund von Schmerfeld
- 1887–1891 : Karl von Thielen, futur ministre des Travaux publics
- 1891–1903 : Eduard Oskar Reitzenstein (anobli en 1900 sous le nom d'Eduard Oskar von Eickhof, dit Reitzenstein, au château d'Eickhof (de))
- 1903–1905 : Balduin Wiesner, futur directeur ministériel du département de la construction au ministère des Travaux publics
- 1905–1908 : Heinrich Herwig, futur président du KED Dantzig (de)
- 1908–1923 : Hans Wesener
- 1923–1933 : Hermann Seydel (de)
- 1933–1945 : Walter Bürger
- 1945–1947 : Wilhelm Bühl
- 1947–1959 : Hermann Wegener
- 1959–1965 : Walter Völker
- 1965–1967 : Karl-Friedrich Kümell
- 1967–1976 : Friedrich Stille
- 1976–? : Ernst Peters